# Eagle Motor Company
Eagle Motor Company war ein US-amerikanischer Hersteller von Automobilen. Andere Quellen verwenden die Firmierungen Eagle Automobile Company und Eagle Motors Company.

## Unternehmensgeschichte
Percy O. Gordon, Eugene W. Jump und Charles E. Strong gründeten das Unternehmen im Mai 1914. Der Sitz war in Los Angeles in Kalifornien. Im September desselben Jahres war die Fabrik fertig. 1914 begann die Produktion von Automobilen. Der Markenname lautete Eaglet. 1915 endete die Produktion. Insgesamt entstanden nur wenige  Fahrzeuge.

## Fahrzeuge
Die Fahrzeuge wurden als Cyclecars bezeichnet, allerdings ist unklar, ob sie die Kriterien erfüllten. Ein Zweizylindermotor trieb über ein Planetengetriebe und eine Kardanwelle die Hinterachse an. Das Fahrgestell hatte 241 cm Radstand und 122 cm Spurweite. Zur Wahl standen ein zweisitziger Roadster und ein kleiner Lieferwagen. Beide kosteten 425 US-Dollar.